# Kingda Ka
Kingda Ka était un circuit de montagnes russes en métal situé au parc Six Flags Great Adventure localisé à Jackson, dans le New Jersey, aux États-Unis, constitué principalement d'un Top Hat avec une descente possédant une spirale verticale, du domaine des « strata montagnes russes » (hauteur supérieure ou égale a 120 mètres).
Elles ont été, pendant cinq ans, les montagnes russes les plus rapides du monde, avant l'ouverture de Formula Rossa, à Ferrari World. Durant toutes ses années d'exploitation, Kingda Ka fut la montagne russe la plus haute du monde jusqu'à sa fermeture. L'attraction a ouvert le 20 mai 2005 dans une nouvelle zone thématique du parc, appelée Golden Kingdom.
Depuis 2014, la tour de chute Zumanjaro: Drop of Doom est adossée à la structure.
Le 10 novembre 2024, Kingda Ka ferme définitivement (pour être remplacé par de nouvelles attractions annoncées comme plus spectaculaires encore). Le 28 février 2025, l'attraction est définitivement démolie avec des explosifs.

## Le circuit

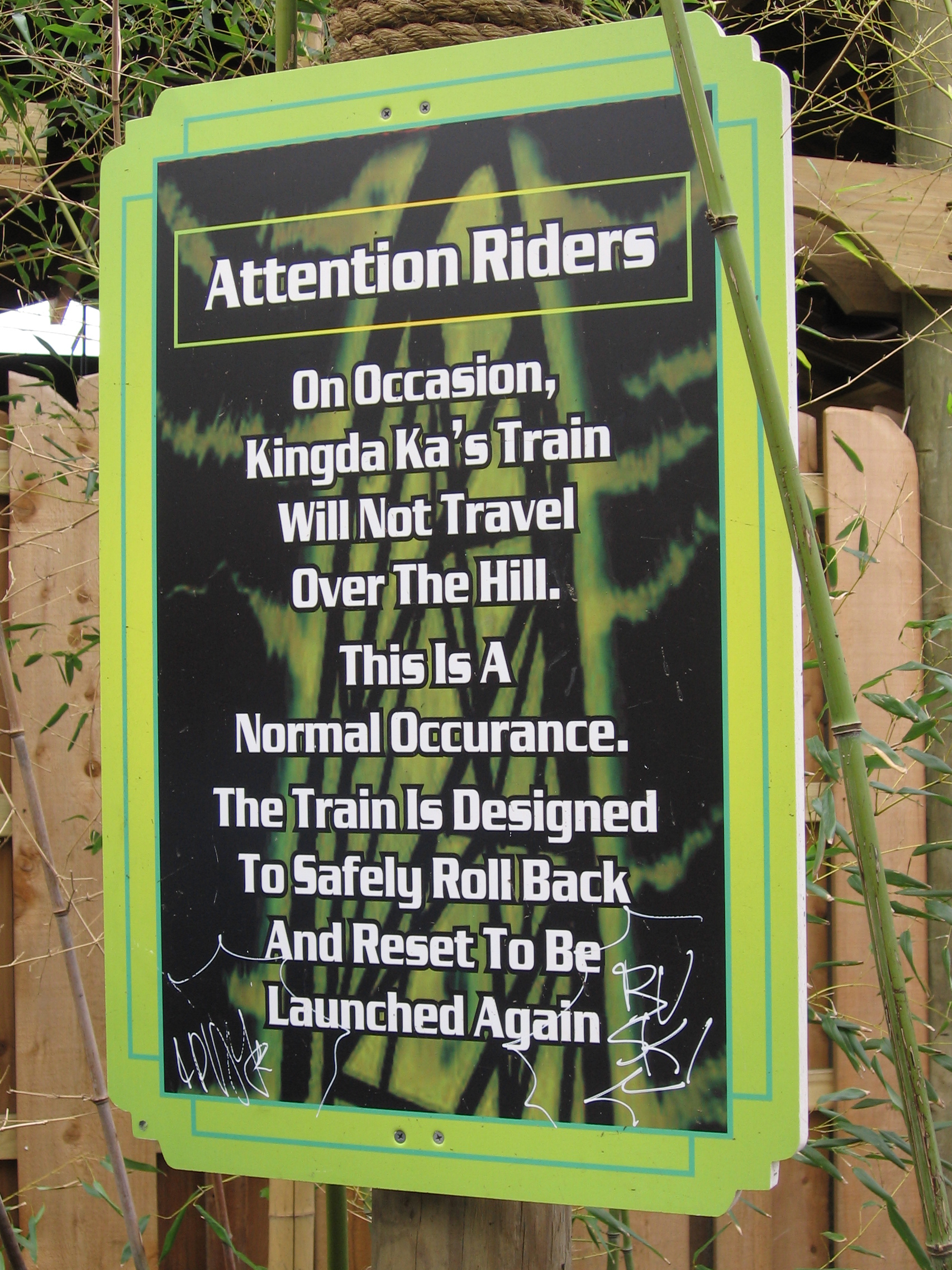
Panneau avertissant les visiteurs qu'un rollback peut arriver.

Une fois les harnais fermés et vérifiés, le train sort lentement de la station et se dirige vers la zone de lancement. Il passe par un aiguillage, ce dernier permettant le chargement simultané de 4 trains (la station possède 2 voies). Une fois le train arrivé dans la zone de lancement, un système de propulsion hydraulique catapulte le train de 0 à près de 206 km/h en 3,3 secondes. À la fin de la zone de lancement, le train commence l'ascension de la tour principale, faisant une rotation de 90° vers la gauche avant d'atteindre le sommet, culminant à 139 mètres. Il redescend en effectuant cette fois une rotation de 270° vers la droite, atteignant généralement plus de 160 km/h au bas de la pente. Finalement, il commence l'ascension d'une seconde bosse de près de 40 mètres de haut, provoquant un airtime (moment d'apesanteur), pour être stoppé en douceur par un système de freins magnétiques. Le train prend un virage en forme de « U » et retourne à son point de départ. Tout cela en 28 secondes du début du catapultage aux freins de fin de parcours, bien que la durée officielle de l'attraction soit de 50,6 secondes.
Il est possible dans de rares cas que le train ne gravisse pas la tour entièrement et reparte en arrière, on parle alors de rollback. Un système rétractable de freins sur la voie de lancement permet de ralentir le train progressivement puis de le stopper. Le train est alors ramené en gare, et les visiteurs peuvent choisir de quitter l'attraction ou de rester pour un nouveau tour. Beaucoup de fans de sensations espèrent vivre un rollback mais beaucoup d'autres visiteurs trouvent cet « incident » dangereux malgré la présence de nombreux avertissements.
Kingda Ka possède deux appareils photos sur son parcours. Le premier est placé juste après le début du catapultage, le second se trouve en fin de parcours, juste au début de la zone de freinage. Cela donne un effet « avant » et « après ». Ces deux appareils photos sont situés sur la droite du parcours, il est donc demandé aux visiteurs désirant des photos de qualité de se placer sur la droite du train.
Contrairement à son homologue, Top Thrill Dragster, il est difficile de savoir lorsque va commencer le catapultage. Lorsque l'ordre de lancement est donné, le train recule légèrement pour se fixer sur le système de lancement. Les freins « anti-rollback » se rétractent et le lancement débute cinq secondes après. Une sirène retentissait brièvement avant chaque lancement, mais elle fut coupée après plusieurs plaintes de la part des riverains. La sirène ne retentit maintenant plus qu'une fois : après une non-utilisation prolongée de l'attraction.
Le mécanisme de lancement est capable de propulser un train toutes les 45 secondes, permettant une capacité horaire théorique de 1 400 personnes par heure.

## La station et les trains

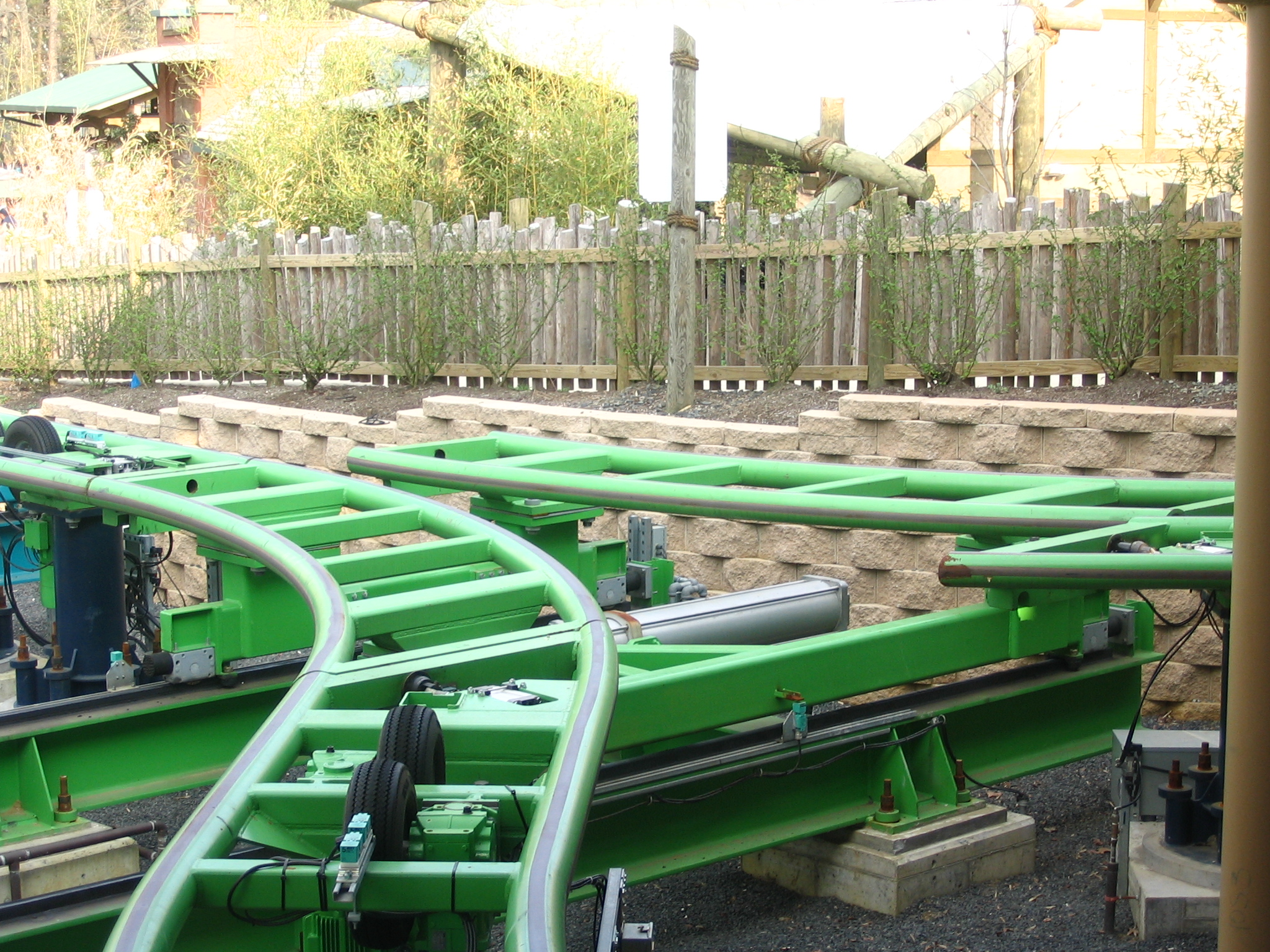
Aiguillage à la fin de la station.

La station du Kingda Ka est composée de deux quais où les trains sont aiguillés à l'entrée. Chaque quai permet de gérer deux trains. Chaque train est chargé et déchargé sur le même quai. Lorsque l'attraction fonctionne, les trains de l'un des deux quais sont en cours de chargement pendant que sur l'autre quai, les trains sont prêts à être catapultés. Ce système fonctionne particulièrement bien tant qu'il n'y a pas de retard significatif lors du chargement ou de la vérification des trains. Il en résulte également que la file d'attente avance rapidement avant la gare mais il demeure une longue attente en gare, et plus particulièrement si l'on désire monter à l'avant. Un employé dirige les visiteurs vers l'un des deux quais, mais ils sont libres de choisir leur place dans le train. Les quatre trains sont de différentes couleurs pour une identification facile : vert, bleu foncé, bleu clair et orange fluorescent. Ces couleurs sont aussi utilisées sur les sièges et les harnais de sécurité.
Deux opérateurs chargent et vérifient chaque train, et un autre commande le catapultage. Les trains ont une capacité de 18 personnes, avec deux personnes par rangée. Le dernier wagon du train ne possède qu'une rangée alors que les autres wagons en possèdent deux. La rangée à l'arrière de chaque wagon est surélevée par rapport à la première rangée, pour une meilleure visibilité du parcours. Les trains ne sont pas nommés, uniquement numérotés.
Le train bleu foncé a été hors service durant la saison 2006, en attente de nouvelles pièces de la société Intamin. Il a connu divers problèmes après avoir été utilisé pour les tests de routine suivant l'incident de 2005 (voir ci-dessous). De même, le train orange n'a pas été utilisé fréquemment cette même année, demeurant sur les voies de garage : il arrivait que les harnais des deux premières rangées s'ouvrent alors que les autres restaient verrouillés. Aujourd'hui[Quand ?], tous les trains sont opérationnels.

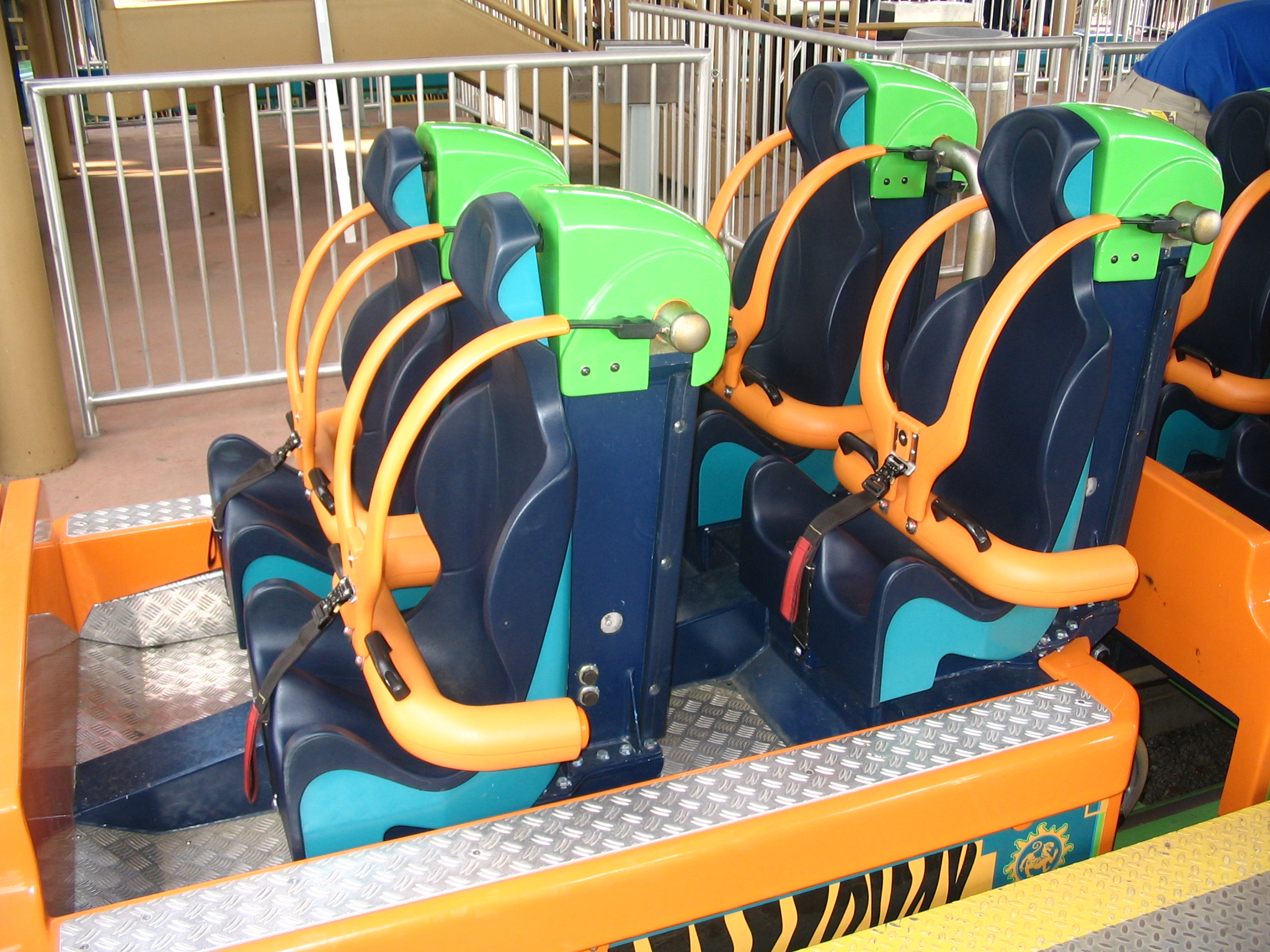
Train avec les harnais fermés.

Les harnais de Kingda Ka sont composés d'une barre rigide au niveau des jambes, sur laquelle viennent se greffer deux autres barres plus petites et flexibles, passant par-dessus les épaules. Deux poignées sont fixées sur la barre rigide. Ce type de harnais permet d'avoir des sensations identiques qu'avec une simple barre ventrale mais procurant une sensation de sécurité supplémentaire grâce à celles passant par-dessus les épaules.
Les harnais se ferment grâce un système hydraulique permettant une fermeture précise s'adaptant à la morphologie de chacun. Les harnais peuvent, au cours du parcours, se fermer un peu plus mais jamais se desserrer. Comme beaucoup d'autres montagnes russes, les harnais sont secondés par une ceinture au cas où le système de verrouillage serait défaillant. Dans le but de charger les trains plus rapidement, les passagers sont priés de fermer leur ceinture et leur harnais s'ils savent comment faire.

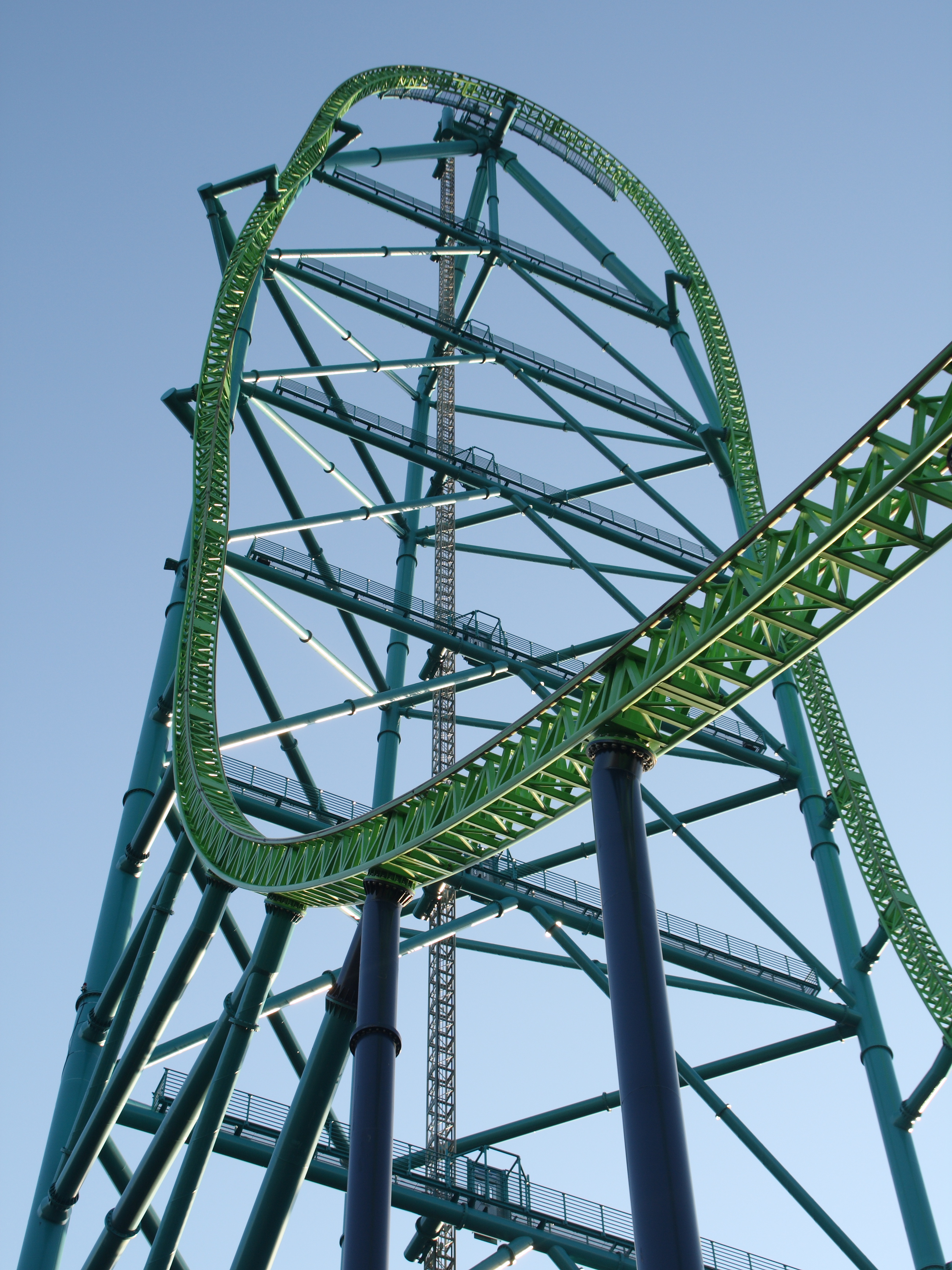
Vue sur la plus haute partie du circuit.

Chaque train possède un cache derrière la dernière rangée, masquant un emplacement pour une rangée de sièges supplémentaire. Cet ajout de sièges permettrait de passer la capacité de 18 à 20 passagers par train et ainsi augmenter la capacité horaire de 200 passagers (de 1 400 à 1 600 passagers par heure). La station a été construite en prévision de cette modification des trains. Comme ces modifications n'ont toujours pas eu lieu, les trains ont été légèrement modifiés pour la saison 2006. Le devant des trains a reçu un bon coup de pinceau, masquant le logo Kingda Ka ainsi que le numéro du train, et les poignées métalliques des harnais ne sont plus peintes en orange.
À cause de la législation aérienne, le sommet du Kingda Ka possède un dispositif envoyant des flashs de lumière à intervalle régulier.

## La file d'attente

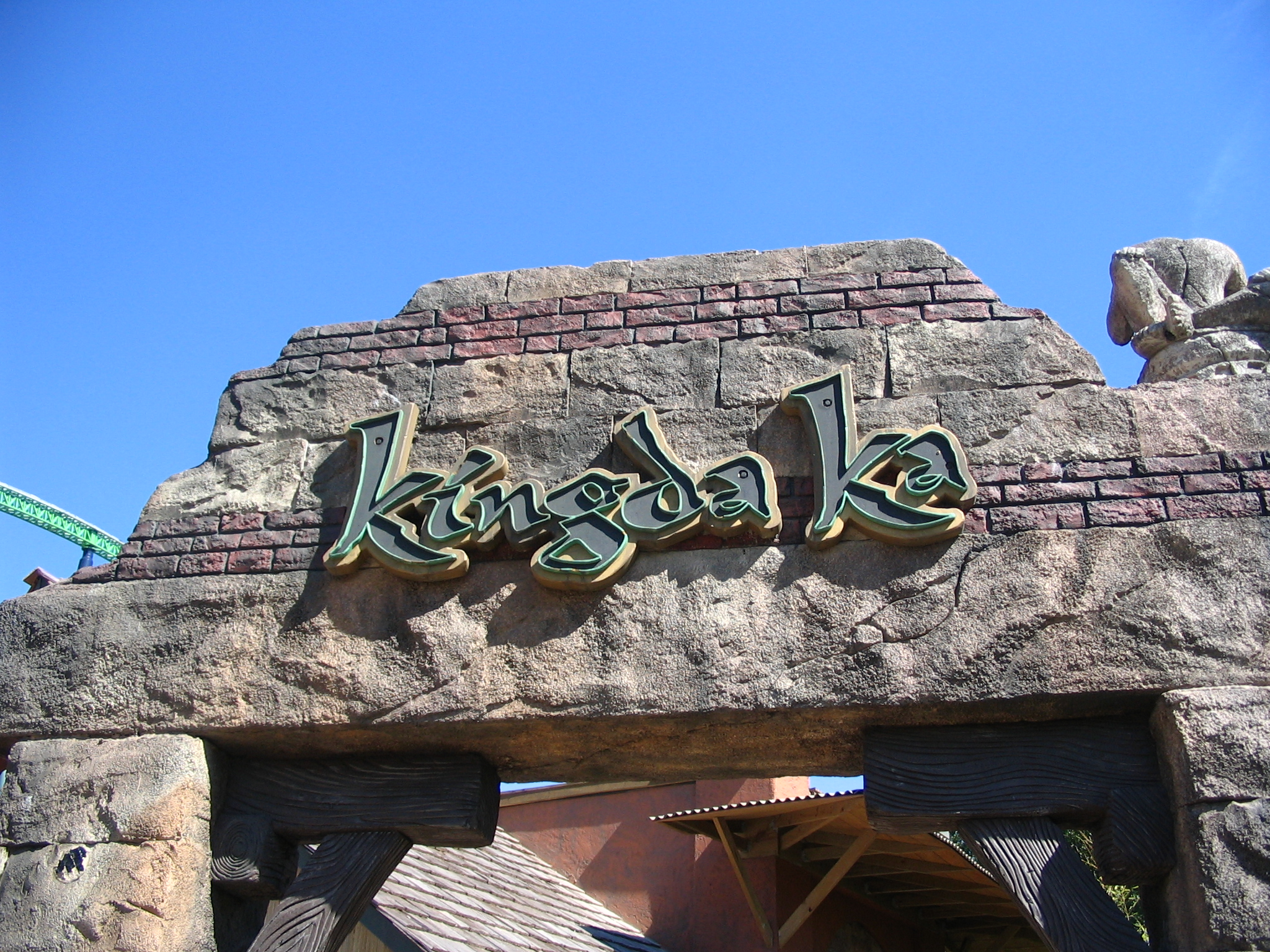
Entrée.

La file d'attente du Kingda Ka commence bien avant l'arche d'entrée. La queue passe par un stand de glaces avant de passer sous l'arche. Après il s'ensuit une longue zone en accordéon où un DJ se trouve souvent pour distraire les visiteurs. Après cette zone, la queue arrive à la station d'embarquement. Un employé dirige les visiteurs sur l'un ou l'autre des deux quais d'embarquement. Chaque quai possède une file séparée pour se mettre au premier rang dans le train.
Avant le principal incident de 2005, la file d'attente était plus large. Elle commençait dès l'arche d'entrée, passait sous la zone de lancement, et se séparait en deux pour arriver chacune d'un côté de la station. La majorité de la file d'attente se trouvait à l'intérieur du circuit du Kingda Ka. À cause de la projection de débris venant de la zone de catapultage lors de l'incident de 2005, le parc et/ou les autorités a/ont décidé qu'il serait plus prudent de tenir à l'écart le plus possible les visiteurs de la zone de catapultage en cas de nouvel incident de ce genre. L'entrée actuelle de la station était la file d'accès rapide.
Le temps d'attente peut atteindre près de 6 heures les jours de grande affluence. Il est donc recommandé aux visiteurs de manger, d'aller aux toilettes et d'avoir de quoi grignoter et boire avant de rentrer dans la file d'attente. Il n'est pas recommandé de faire la queue si cela conduit à attendre longtemps sous le soleil (la file n'étant pas couverte). Il est fréquent de voir les visiteurs quitter la file à cause de la chaleur.

## Principales pannes et incidents
Le 6 juin 2005, à peine un mois après l'ouverture officielle, un boulon fut pris entre le système de propulsion et son guidage sur le rail. La friction fit ralentir l'accélération du train. Les frottements provoquèrent des étincelles et projetèrent des morceaux de métal par l'arrière du train. L'automate contrôlant le catapultage du train exerça une force de traction plus importante sur le câble pour compenser la perte de vitesse dû aux frottements et essayer d'atteindre les 206 km/h.
Le mécanisme d'activation des freins « anti-rollback » est composé de lamelles qui sont montées par groupe de 24 sur 4 structures métalliques, mues par servocommandes, qui se déclenchent indépendamment du système de lancement, par minuterie.
Le système de freinage fut donc activé, les lamelles se levant au centre du rail. À ce moment, le train était encore sur la piste de lancement et subissait encore un effort de traction. Le moteur a alors encore intensifié sa force de traction pour pallier le ralentissement du train, déplaçant le train à travers les zones de freinages activées. Le chariot de lancement s'est désolidarisé du train. Le train, encore en zone de freinage, s'est immobilisé au pied de la tour.
Cet incident s'est produit sans passagers à bord, lors d'un test de routine le matin. Il n'y a pas eu de victimes. Les dommages se situaient sur le câble de propulsion qui fut remplacé, sur le système de propulsion (partie hydraulique, nécessité de remplacer certains joints), et sur le système de freinage (besoin de changer les lamelles magnétiques).
Les lamelles magnétiques du système « anti-rollback » sont faites pour arrêter les trains ne franchissant pas la première bosse avant de le ramener en gare, mais un train en cours de propulsion exercera un trop gros stress sur ces lamelles qui finiront par casser. Toutes les lamelles n'ont pas du être remplacées mais il y en avait plus à changer que ce que ne possédait le parc pour les remplacements liés à l'usure normale et il fallut en commander spécialement à Intamin. De plus, une nouvelle inspection de sécurité fut nécessaire. Les tests recommencèrent le 21 juillet 2005. Kingda Ka rouvrit le 4 août 2005. La file d'attente fut modifiée et ne serpente plus sous la zone de lancement.

## Quelques données

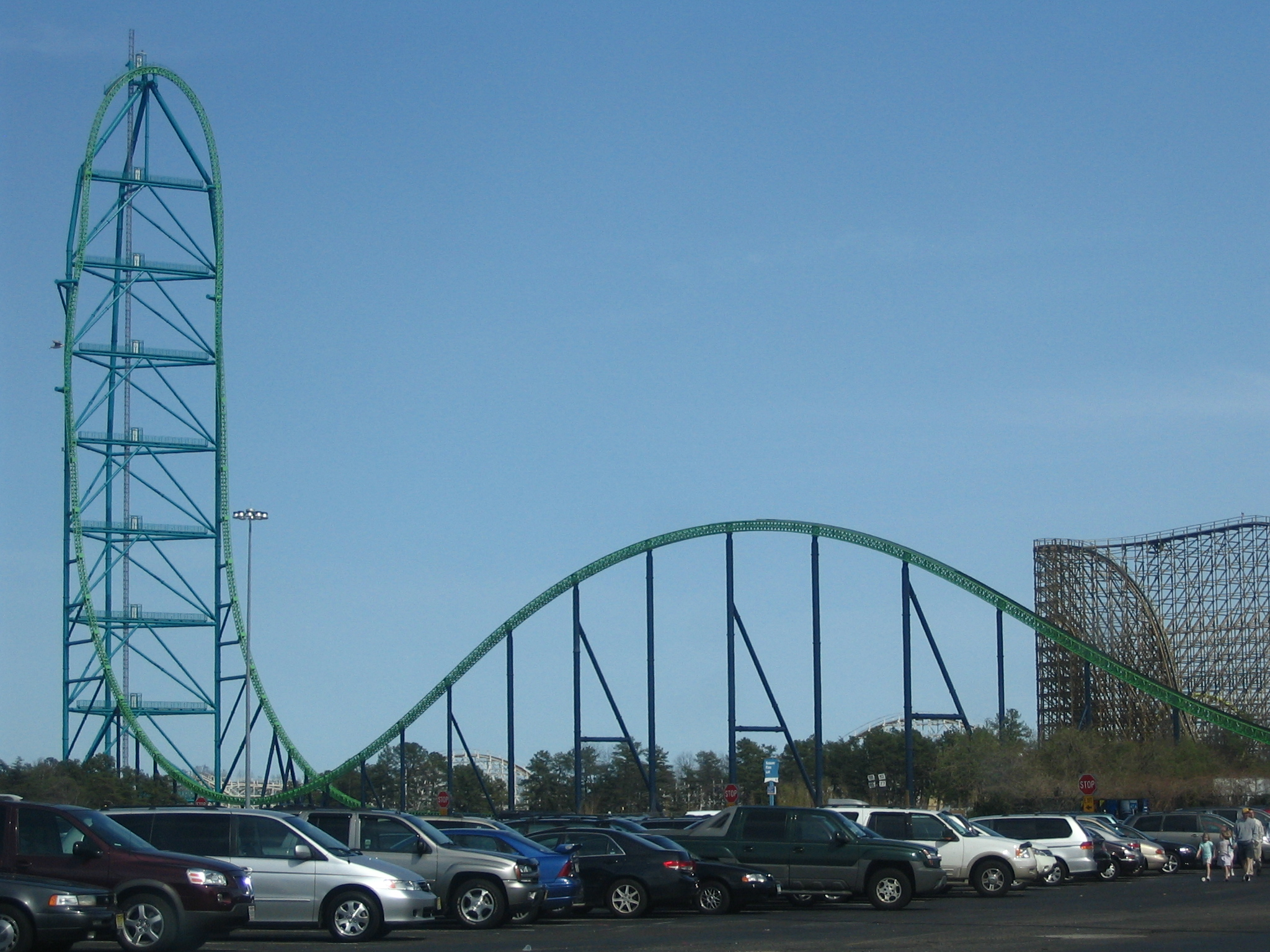
La seconde bosse, différence principale entre Kingda Ka et Top Thrill Dragster.

- L'attraction doit son nom à l'un des tigres du parc.
- Top Thrill 2 à Cedar Point (les montagnes russes ayant le titre de « la plus rapide et la plus haute », avant d'être détrônées par Kingda Ka, également construites par Intamin), lui ressemble beaucoup. Top Thrill Dragster ne possède pas de seconde bosse mais une zone plate de freinage, culminant à 11 mètres de moins, et sa vitesse de pointe est inférieure de 6,5 km/h. De ce fait, alors que la zone de freinage de Top Thrill Dragster est parallèle à la zone de lancement, la seconde bosse de Kingda Ka ne l'est pas, et la spirale qu'effectuent ses trains en descendant n'est donc pas exactement de 270°. Une autre particularité est que Kingda Ka ne possède pas de feu tricolore annonçant le catapultage, ce qui donne un suspense supplémentaire à l'attraction.
- Aussi impressionnant que peut être Kingda Ka, il n'est pourtant pas très différent des montagnes russes du même type, comme Xcelerator à Knott's Berry Farm, les premières montagnes russes avec un système de propulsion hydraulique. Mais Kingda Ka et Top Thrill Dragster ne possèdent pas de virages serrés (banked turns en anglais) contrairement à Xcelerator.
- La vitesse de catapultage correspond presque au double de la vitesse de Batman & Robin : The Chiller, la 2e attraction la plus rapide du parc (110 km/h). Le système de propulsion est capable de produire un pic de 4 000 chevaux vapeurs (soit 3 mégawatts). L'attraction ne fonctionne jamais sous la pluie par mesure de sécurité.
- Au pied de la première bosse, les passagers pèsent jusqu'à 4 fois leur poids (4 g).
- Kingda Ka est plus haut de 30 cm que la grande pyramide de Gizeh, bien qu'avant son érosion, celle-ci dépassait l'attraction de 7,5 mètres. La hauteur de Kingda Ka est presque le double de celle de Nitro, secondes plus hautes montagnes russes du parc (70 mètres), et la seconde bosse ne fait que 4 mètres de moins que le point le plus haut de Medusa.
- Kingda Ka est visible depuis le pont sur la New Jersey Route 37, reliant Toms River à Seaside Heights (New Jersey), soit à 34 km depuis le parc Six Flags Great Adventure. On peut aussi l'apercevoir en passant par la sortie 8 sur l'Interstate 195.
- Les abords de Philadelphie à gauche, New York à droite et Atlantic City vers le fond à gauche peuvent être vus du haut de Kingda Ka.